# Stratos (Ätolien-Akarnanien)
Stratos (griechisch Στράτος (m. sg.), lateinisch Stratus) ist ein Dorf in Ätolien-Akarnanien in der Region Westgriechenland. Stratos liegt unmittelbar westlich des nach ihm benannten Stratos-Stausees, welcher den Fluss Acheloos aufstaut, östlich der Ortschaft Neapoli und nordwestlich der Stadt Agrinio sowie südlich der Stadt Amfilochia. Stratos liegt im Tal des Acheloos und wird von diesem südlich und südöstlich nach Passage des Staudamms des Stratos-Stausees umflossen.

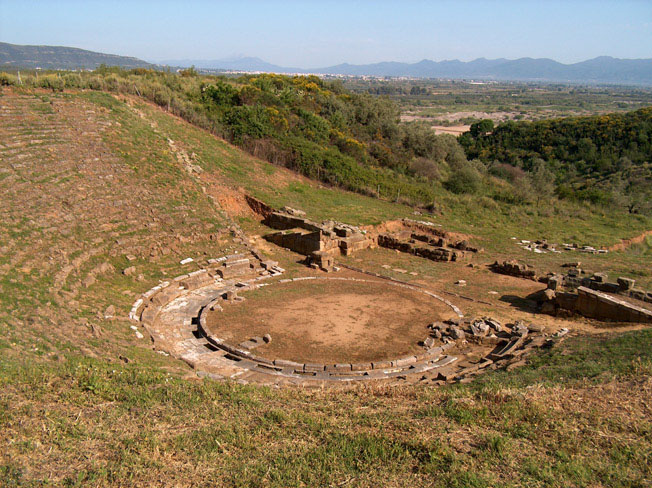
Stratos, antikes Theater

Stratos ist seit der Antike besiedelt. Seine Lage am Westufer des Acheloos als natürliche Grenze zwischen den Regionen Ätolien und Akarnanien verlieh Bedeutung. Die Überreste der antiken Siedlung sind heute noch sichtbar und umfassen ein Theater mit 7000 Plätzen, ein Bouleuterion (Versammlungsort) und einen Tempel. In der Antike war es die bedeutendste Stadt der Region Ätolien-Akarnanien. Nach der Antike verlor es seine Bedeutung.
Unter dem Namen Sorovigli (Σωροβίγλι) wurde der Ort 1912 als Landgemeinde (kinotita) anerkannt, 1928 in den antiken Namen Stratos umbenannt und 1997 anlässlich der Eingemeindung einiger Nachbargemeinden zur Stadtgemeinde (dimos) erhoben. Zum 1. Januar wurde diese Gemeinde in die Stadt Agrinio eingemeindet, wo es seither einen Gemeindebezirk bildet.
2005 kam es zu Überschwemmungen durch Hochwasser des Acheloos, wodurch Gebäude und landwirtschaftlich genutzte Gebiete geschädigt wurden.
Die Einwohner Stratos’ leben vorwiegend von der Landwirtschaft. Stratos verfügt über eine Grundschule, ein Gymnasium und ein Lyzeum. Eine Bank und eine Postfiliale sind ebenfalls vorhanden.
Die Verkehrsanbindung von Stratos wird über die Nationalstraße 5 (Europastraße 951) realisiert; ein Anschluss an das griechische Autobahnsystem wurde 2007 durch den Bau der Ionia Odos (Autobahn 5) begonnen.

## Verwaltungsgliederung
| Dimotiki Kinotita      | griechischer Name               | Code     | Fläche (km²) | Einwohner 2001 | Einwohner 2011 | Einwohner 2021 | Dörfer und Siedlungen |
| ---------------------- | ------------------------------- | -------- | ------------ | -------------- | -------------- | -------------- | --------------------- |
| Stratos                | Δημοτική Κοινότητα Στράτου      | 38021001 | 30,120       | 1107           | 0979           | 0860           | Stratos               |
| Gouriotissa            | Δημοτική Κοινότητα Γουριωτίσσης | 38021002 | 16,366       | 0676           | 0395           | 0297           | Gouriotissa           |
| Kastraki               | Δημοτική Κοινότητα Καστρακίου   | 38021003 | 24,536       | 0470           | 0419           | 0356           | Kastraki              |
| Kypseli                | Δημοτική Κοινότητα Κυψέλης      | 38021004 | 02,075       | 0424           | 0374           | 0209           | Kypseli               |
| Lepenou                | Δημοτική Κοινότητα Λεπενούς     | 38021005 | 48,081       | 2278           | 2131           | 1763           | Lepenou, Langadi      |
| Matsouki               | Δημοτική Κοινότητα Ματσουκίου   | 38021006 | 07,949       | 0405           | 0224           | 0172           | Matsouki              |
| Ochthia                | Δημοτική Κοινότητα Οχθίων       | 38021007 | 12,873       | 0570           | 0506           | 0384           | Ochthia               |
| Rigani                 | Δημοτική Κοινότητα Ρίγανης      | 38021008 | 12,998       | 0508           | 0401           | 0328           | Rigani                |
| Gemeindebezirk Stratos | Gemeindebezirk Stratos          | 380210   | 154,998      | 6438           | 5429           | 4369           |                       |